# جيم كرين
جيم كرين (بالإنجليزية: Jim Crane)‏ هو لاعب كرة قاعدة أمريكي، ولد في 17 يناير 1954.